# Liste de personnalités italiennes en France
 (février 2016).
 (février 2016).

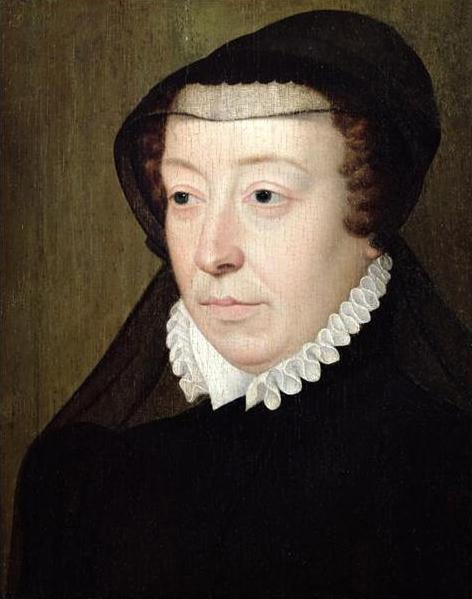
Catherine de Médicis (1519-1589).

Cet article liste des personnalités italiennes qui se sont illustrées en France au cours de l'histoire, par ordre chronologique.
Dès avant les grandes vagues migratoires des XIXe et XXe siècles, des personnalités originaires des régions qui ne constitueront que plus tard l'unité italienne ont traversé les Alpes ou la Méditerranée, appelées par les princes ou parties chercher fortune, quittant la péninsule pour s'installer en France et participer à son rayonnement dans le domaine des arts, de la finance, de la politique, des armes ou de la religion.

## Moyen Âge et Renaissance

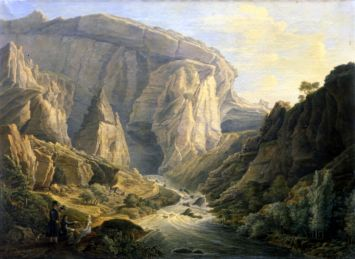
La fontaine de Vaucluse chère à Pétrarque (1304-1374).

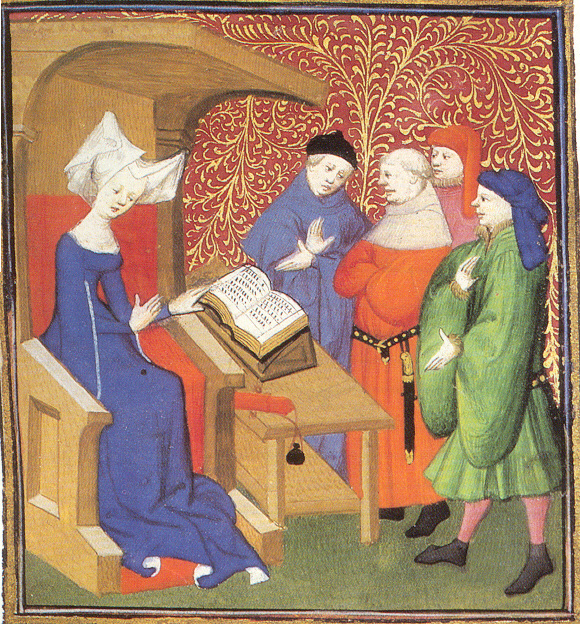
Christine de Pisan (1364-v. 1430)

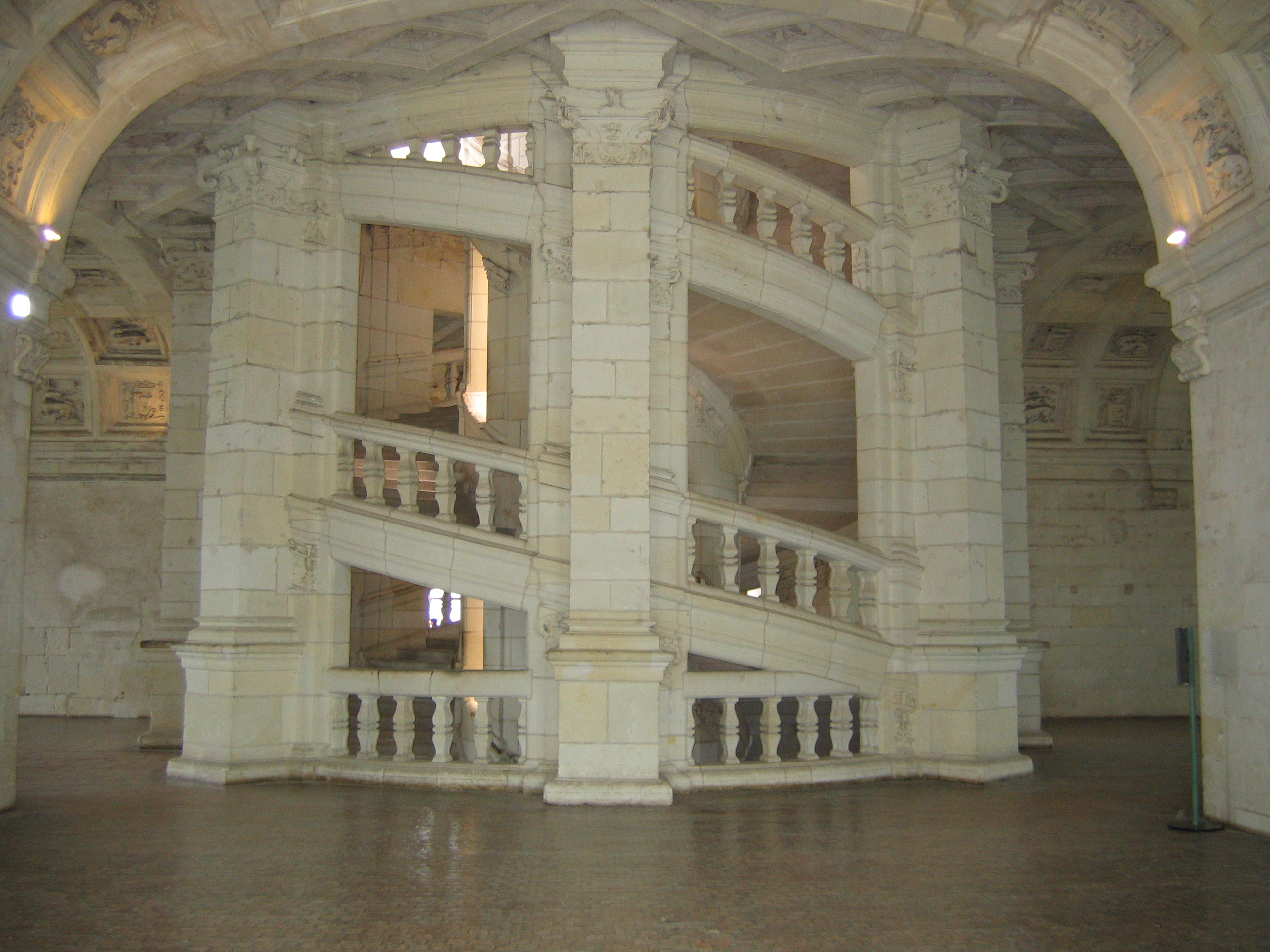
L'escalier à vis du chateau de Chambord attribué à Léonard de Vinci (1452-1519)

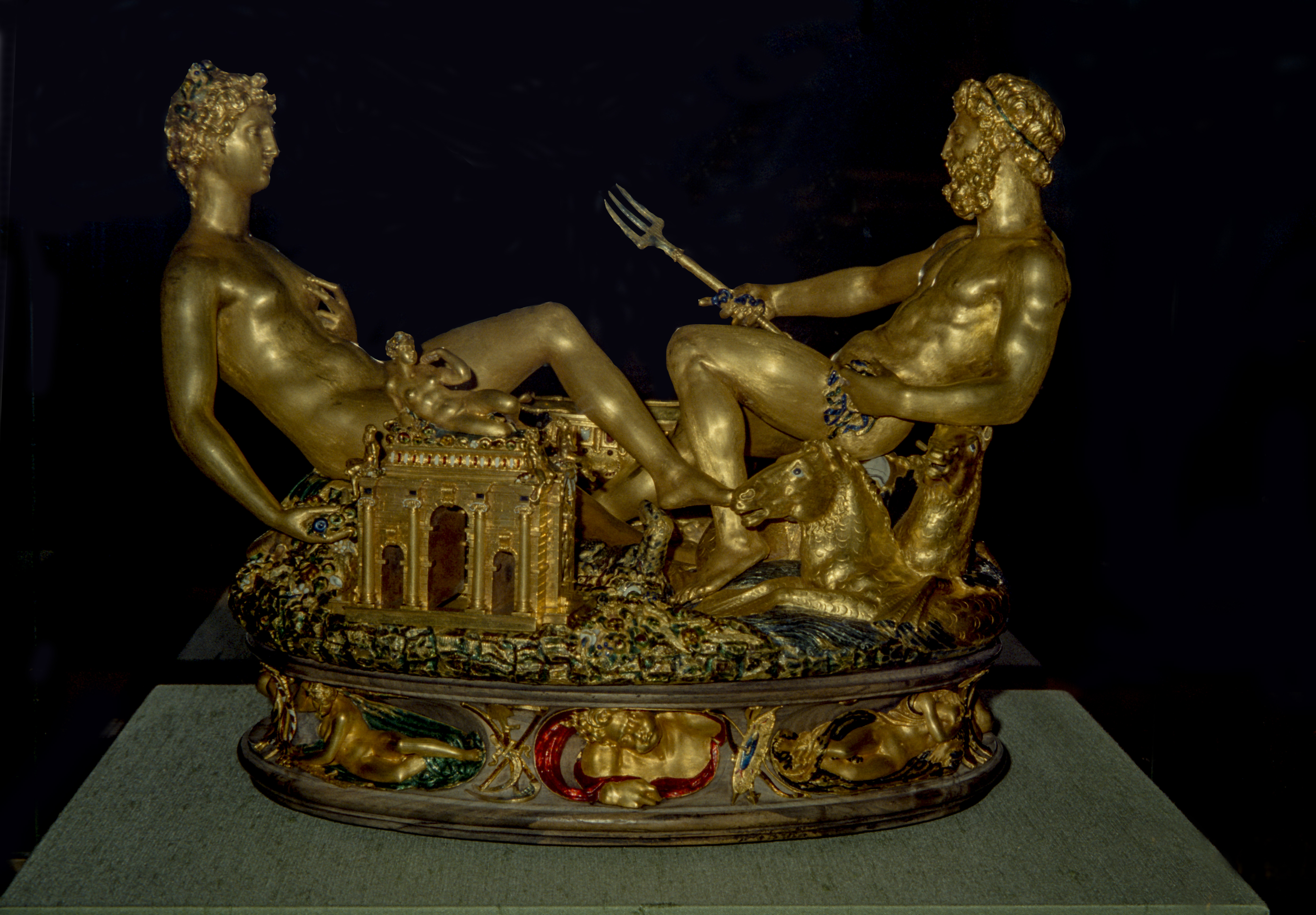
La fameuse salière réalisée pour François Ier par Benvenuto Cellini (1500-1571).

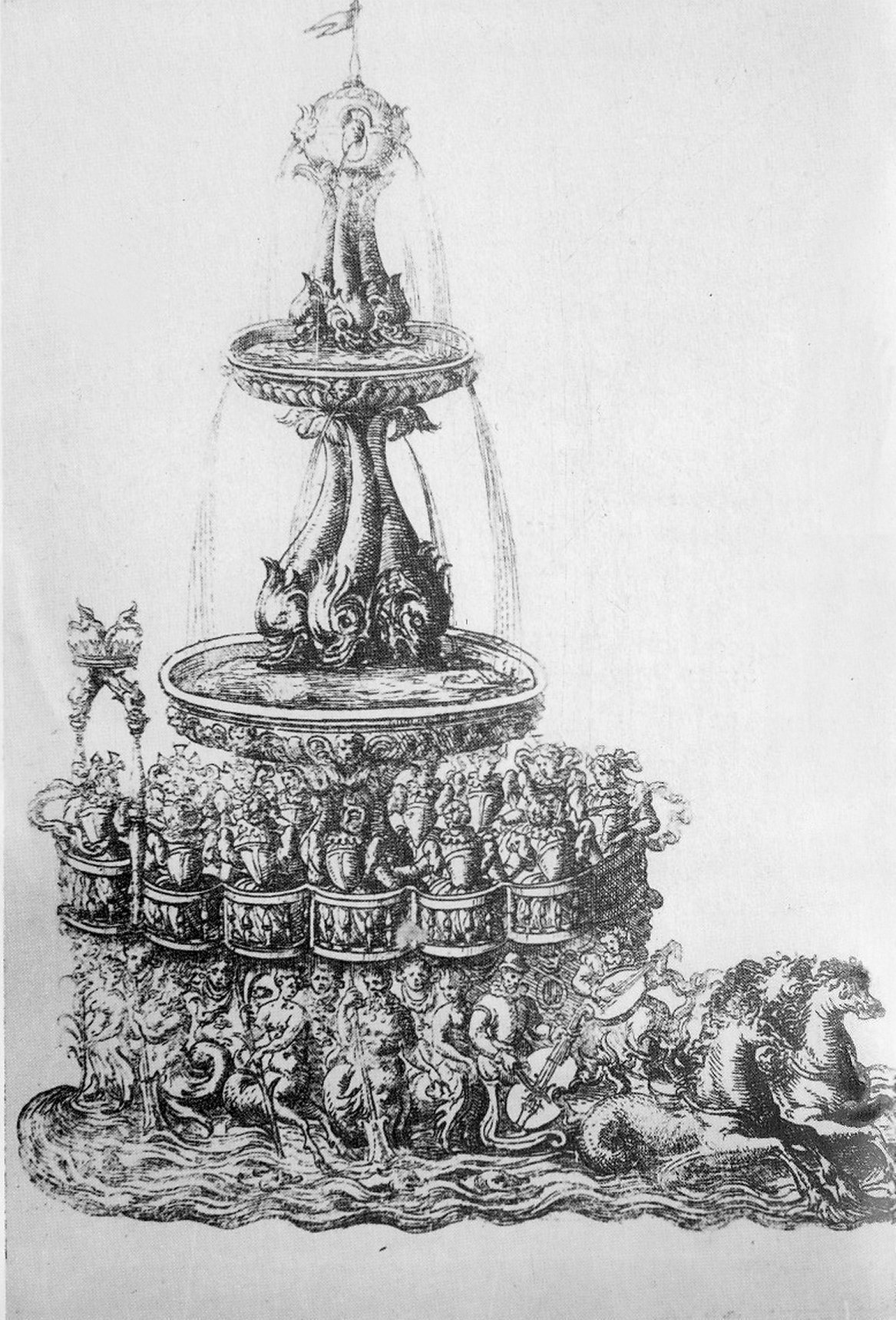
Le chariot du Ballet comique de la reine de Baldassare da Belgioioso (v. 1535-1587).

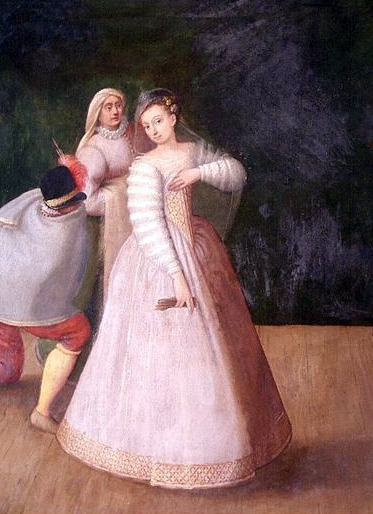
Isabella Andreini (1562-1604).

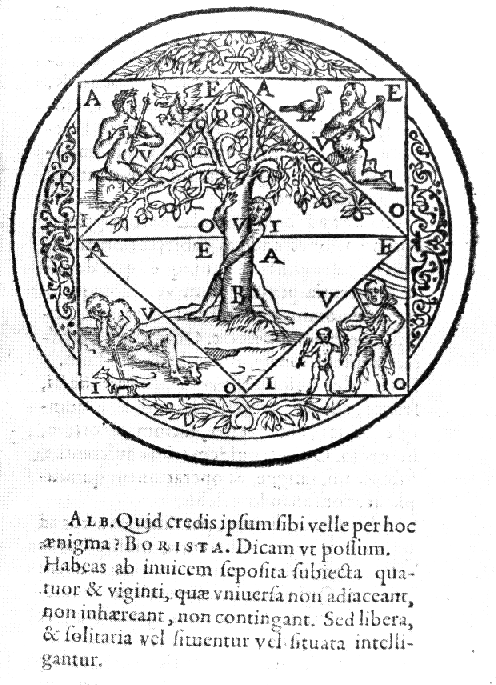
Illustration du Cantus circaeus, l'un des ouvrages écrits à Paris par Giordano Bruno (1548-1600).

- Guillaume de Volpiano (962-1031), Guillaume de Cluny (Willelmus), Guglielmo da Volpiano en italien, naît dans la province de Novare dans le Piémont. Son père Robert, de haute noblesse appartenant à la maison d'Ivrée, est au service du roi Bérenger II d'Italie. Guillaume a 25 ans en 987 lorsqu'il devient moine dans l'ordre de Cluny dont il fut un grand réformateur. Il apporta en France l'architecture lombarde. Il meurt à Fécamp en Normandie.
- Henri de Suse (1200-1271) naît à Suse dans le Piémont. Il étudie le droit civil et le droit ecclésiastique à Bologne. En 1235, il est à Antibes, et est sacré évêque de Sisteron en 1244, puis archevêque d'Embrun en 1250. Il fut l'un des plus grands spécialistes du droit canon au Moyen Âge. Il meurt à Lyon.
- Simone Martini (1284-1344), peintre siennois. Il peint un Saint Louis de Toulouse, pour Robert d'Anjou, et passe la fin de sa vie à la cour des papes Benoît XII et Clément VI à Avignon où il peint à fresque dans la cathédrale Notre-Dame des Doms.
- Pétrarque (1304-1374), (Francesco Petrarca, dit), poète et humaniste né à Arezzo, il arrive en 1312 à Avignon avec sa famille exilée par les Guelfes noirs. Il étudie à Montpellier, enseigne à la Sorbonne, s'oppose aux cardinaux, rencontre Laure, écrit en partie son Canzoniere, gravit le Mont Ventoux et séjourne à Fontaine-de-Vaucluse avant de rejoindre Milan en 1353.
- Matteo Giovannetti (1322), peintre né à Viterbe, élève de Simone Martini et comme lui ami de Pétrarque, il est appelé par Clément VI pour décorer le Palais des papes.
- Christine de Pisan (1364-v. 1430), première femme de lettres française à vivre de sa plume. Née à Venise, elle suit son père Tommaso di Benvenuto da Pizzano, médecin réputé et conférencier d’astrologie à l’université de Bologne, appelé à Paris par Charles V en 1368.
- Francesco Laurana (v. 1430-1502), sculpteur et médailleur né en Dalmatie vénitienne, appelé en France en 1458 à la cour de René, duc d'Anjou, comte de Provence et roi de Naples, se fixe à Marseille où il introduit le « travail à l'antique » (le style de la Renaissance italienne), puis à Avignon où il meurt.
- Guido Mazzoni (1450-1518), dit Il Paganino ou Il Modanino, sculpteur né à Modène qui excella dans l'art sacré et plus particulièrement dans l'exécution de groupes de personnages en terre cuite. Le roi de France Charles VIII, découvrant Mazzoni lors de son passage à Naples, décida de l'emmener avec lui à Paris. Il travailla avec Giovanni Giocondo au château d'Amboise et, à la mort de Charles VIII, fut chargé d'exécuter le tombeau royal destiné à la basilique de Saint-Denis, œuvre en bronze émaillé et entouré, dans la niche destinée à l'accueillir, de statues d'anges et de vertus en pleurs. Au service de Louis XII il travailla au château de Blois, réalisant deux statues du roi : l'une en costume de chasse et la seconde, en pierre, comme monument équestre placé à l'entrée du château. Il retourna à Modène en 1516 et mourut dans sa ville natale.
- Léonard de Vinci (1452-1519) (Leonardo di ser Piero da Vinci dit), né à Vinci. Homme d'esprit universel, artiste, scientifique, ingénieur, inventeur, anatomiste, peintre, sculpteur, architecte, urbaniste, botaniste, musicien, poète, philosophe et écrivain, il assiste à la rencontre à Bologne entre François Ier et le pape Léon X et part travailler en France en 1516 avec ses assistants Francesco Melzi et Salai à l'invitation du roi de France son nouveau mécène et protecteur qui l'installe au château du Clos Lucé. Âgé de 64 ans, Léonard de Vinci traverse les Alpes à dos de mulet, apportant avec lui trois de ses toiles majeures : Saint Jean Baptiste, La Vierge, l'Enfant Jésus et sainte Anne et La Joconde. François Ier le nomme « premier peintre, premier ingénieur et premier architecte du roi ». Il travaille à de nombreux projets pour le roi et aurait inspiré l’escalier à vis de Chambord. Il meurt à Amboise.
- Boccador (v. 1465-1549), (Domenico Bernabei da Cortana, dit), architecte et ingénieur né en Italie, il meurt en France où il a été appelé par le roi Charles VIII. Sous le règne de François Ier, il participe avec Léonard de Vinci aux travaux du château de Chambord, dessine les plans du nouvel hôtel de ville de Paris, invente les silos à grains connus sous le nom de « Poires d'Ardres ».
- Sebastiano Serlio (1475-1554), architecte et sculpteur né à Florence, élève de Baldassarre Peruzzi. Appelé par François Ier pour la construction du château de Fontainebleau, il devient architecte en chef et construit les châteaux d'Ancy-le-Franc et de Troissereux. Il meurt à Fontainebleau.
- Giovanni da Verrazzano (1485-1528), explorateur et navigateur italien. Au service du roi François Ier, en 1524, il reconnaît la côte atlantique de l'Amérique du Nord (des Carolines au Maine), la baie de New York qu’il nomme « Nouvelle-Angoulême » et l'île de Terre-Neuve.
- Girolamo della Robbia (1488-1566), sculpteur et architecte florentin. Appelé par François Ier, l'essentiel de sa carrière se déroule en France. Il réalise le transi de Catherine de Médicis destiné à son tombeau à la basilique Saint-Denis. Il meurt à Paris.
- Rosso Fiorentino (1494-1540), (Giovanni Battista di Jacopo dit), « le Maître roux de Florence », peintre et décorateur né à Florence, élève d'Andrea del Sarto. Il réalise, à la demande de François Ier le décor de la galerie du château de Fontainebleau. Il meurt à Paris.
- Le Primatice (1504-1570), (Francesco Primaticcio dit), peintre, architecte et sculpteur né à Bologne, élève de Giulio Romano et assistant de Giulio Romano. Maître de l'école de Fontainebleau, il travaille en France à partir de 1532 au service de François Ier et des Valois. Il est nommé Surintendant des Bâtiments. Il meurt à Paris.
- Domenico del Barbieri (v. 1501-après 1550), Dominique Florentin en France, sculpteur, né peut-être à Florence ou dans sa région. Il est en France à partir de 1537 sur le chantier du château de Fontainebleau avec Rosso Fiorentino puis Le Primatice. Il meurt à Troyes.
- René de Birague (1506-1583), (aussi Biraghe ou Biragro), cardinal et chancelier de France né à Milan dans une famille attachée à la France. Son père, Galeas de Birague est gouverneur de Pavie, sa mère, Antonia Trivulce, est la sœur du capitaine Jean-Jacques Trivulce. Après la bataille de Pavie, il doit se retirer en France pour échapper à la vengeance de Ludovico Sforza. François Ier et Henri II l'emploient pour plusieurs missions en Italie. Naturalisé français en 1565, il est nommé surintendant des finances, garde des sceaux puis chancelier. Il semble être l'un des inspirateurs du massacre de la Saint-Barthélemy. Il embrasse sur la fin de sa vie l'état ecclésiastique et devient cardinal. Il meurt à Paris.
- Nicolò dell'Abbate (v. 1509-1571), peintre né à Modène. Formé à Modène, il travaille à Bologne ou son style subit l'influence du Corrège et du Parmesan. Invité en France en 1552, il y passe le reste de sa vie. Il est un précurseur de Nicolas Poussin et de Claude Lorrain. Il meurt à Fontainebleau.
- Laurent Capponi (1512-1573), baron de Crève-Cœur et seigneur d'Ambérieux-en-Dombes, marchand et banquier né à Florence. Il s'établit à Lyon en 1530, est naturalisé français par lettre d'Henri II en 1553 et fait chevalier de l'ordre de Saint-Michel par Charles IX. Il épouse en 1554 Hélène de Gadagne, fille de Thomas Gadagne, seigneur d'Ambérieux-en-Dombes et propriétaire de la Banque Gadagne. Le mariage est appuyé, contre le choix du roi de France, par son ami Albisse Del Bene. Hélène lui donne quatre enfants : Charles, Alexandre, futur baron de Feugerolles, Lucrèce et Cassandre. La Banque Gadagne est ainsi passée sous le contrôle de la Banque Capponi. Laurent Capponi a donné son nom à une rue de Lyon car pendant les trois mois de la famine de 1573, il a fait préparer un repas pour plus de 4 000 pauvres de la ville sur la place des Carme. La banque Capponi était la dernière maison florentine présente à Lyon en 1592 alors qu'il y en avait onze avant 1589, mais elle s'était aussi installée à Paris comme nombre de banquiers florentins.
- Albisse Del Bene (?-1563), banquier et homme d'affaires issu d'une famille florentine exilée à Lyon. Son père Piero Del Bene, marchand lié à la banque Gadagne, avait quitté Florence à la chute des Médicis. Albisse, lui, est lié à Laurent Capponi. Utilisant à l'occasion le change ou traite avec le roi pour des prêts, il est surintendant général des finances du royaume de 1550 à 1556. Il épouse Lucrèce Cavalcanti, l'une des dames de la suite de Catherine de Médicis, qui lui donne deux enfants.
- Catherine de Médicis (1519-1589) née Caterina Maria Romola di Lorenzo de' Medici à Florence, fille de Laurent II de Médicis et de Madeleine de la Tour d'Auvergne, elle grandit en Italie. Duchesse de Bretagne puis reine de France par son mariage avec Henri II elle est la mère des rois François II, Charles IX, Henri III et des reines Élisabeth (reine d'Espagne) et Marguerite (dite « la reine Margot ») et gouverne la France en tant que reine-mère et régente.
- Albert de Gondi (1522-1602), (Albèrto Gondi), seigneur de Noisy-le-Roi, du Perron et de Machecoul, comte puis marquis de Belle-Île et des Îles d'Hyères, duc consort de Retz. Militaire né à Florence, descendant d'une famille de la noblesse florentine, on le trouve à la cour d'Henri II en 1547. Il épouse en 1565 Claude Catherine de Clermont, baronne douairière de Retz et baronne de Dampierre, fille de Claude de Clermont, baron de Dampierre, avec laquelle il a dix enfants, dont Jean-François de Gondi, premier archevêque de Paris, l'oncle de Paul de Gondi le célèbre cardinal de Retz. Il devient duc de Retz et pair de France, maréchal de France et général des galères de France. Il meurt à Paris.
- Guillaume de Gadagne (1534-1601), militaire issu d'une famille de banquiers et négociants originaire de Pontassieve (Toscane) chassée d'Italie par les Médicis et établie à Lyon. Fils de Thomas II de Gadagne et Peronette Berti, il est propriétaire avec son frère Thomas III de l'hôtel de Gadagne. La richesse légendaire de ce dernier lui permettra d'offrir à Louise de Savoie une partie de la rançon nécessaire à la libération de François Ier, prisonnier en Italie après la bataille de Pavie. Guillaume fut l'un des vingt-quatre gentilshommes de la Chambre du roi Henri II, sénéchal de Lyon et lieutenant général pour le Lyonnais, le Forez et le Beaujolais. Il fut décoré par Henri IV de la croix de l'ordre du Saint-Esprit, la plus haute distinction du royaume.
- Balthazar de Beaujoyeulx (v. 1535-1587), (en italien Baldassare da Belgioioso), violoniste et chorégraphe né probablement à Belgioioso en Lombardie. Envoyé en France auprès de Catherine de Médicis vers 1555, il devient valet de chambre d'Henri II et change de nom en prenant la nationalité française. À partir de 1567, il est valet de chambre de Catherine de Médicis et de Marie Stuart, puis de Charles IX et d'Henri III. Maître à danser proche de la lignée poétique humaniste de la Pléiade et de Jean Antoine de Baïf il joue un rôle déterminant dans l'émergence du ballet de cour avec notamment le Ballet comique de la reine en 1581.
- Louis de Gonzague (1539-1595), duc de Nevers, prince italien de la maison de Gonzague, militaire et homme politique français né à Mantoue. 3e fils de Frédéric II, duc de Mantoue et marquis de Montferrat, et de Marguerite Paléologue, fille de Guillaume IX de Montferrat, il est envoyé à la cour de France pour être élevé avec les enfants de la famille royale des Valois. Compagnon d'enfance du roi François II, naturalisé français en 1560, marié en 1565 à Henriette de Clèves, héritière du duché de Nevers, il acquiert le titre de duc de Nevers par courtoisie et devient le cousin du futur roi Henri IV. Conseiller politique du duc d'Anjou (futur Henri III), membre du conseil royal, chef de l'armée royale, personnalité de la période des guerres de religion, il s'illustre en combattant les Réformés, contribue au massacre de la Saint-Barthélemy mais refuse d'adhérer à la Ligue. À l'avènement d'Henri IV, il rallie son parti et combat pour lui. Il est nommé chevalier de l'ordre du Saint-Esprit et fait pair de France. Il meurt à Nesle peu de jours après la prise de Cambrai. Son fils, Charles lui succède comme duc de Nevers et de Rethel et devient, en 1627, duc de Mantoue et de Montferrat. Louis fait venir d'Italie les frères Augustin, Baptiste et Dominique Conrade, potiers d’Albissola, près de Savone, grâce auxquels Nevers devient la capitale française de la faïence.
- Giordano Bruno (1548-1600), philosophe né à Nola. Sur la base des travaux de Nicolas Copernic et Nicolas de Cues, il développe la théorie de l'héliocentrisme et montre la pertinence d'un univers infini. Fuyant une instruction ouverte à son encontre pour le déclarer hérétique, il rejoint en 1578 Lyon, puis Toulouse. Il enseigne deux ans durant, et obtient le titre de magister artium (maître ès-arts) et la fonction de « professeur ordinaire » (contractuel). Intéressé par son ouvrage sur la mnémotechnique, Clavis Magna, et impressionné par la mémoire colossale de Bruno, le roi de France Henri III le fait venir à la cour et devient son protecteur, lui offrant, jusqu'en 1583, cinq années de paix et de sécurité. Il figure parmi les philosophes attitrés de la cour. Henri III lui octroie une chaire de « lecteur extraordinaire et provisionné » au Collège des lecteurs royaux, préfiguration du Collège de France. Mais les positions religieuses se durcissent : Henri III ne peut plus se permettre de défendre un révolutionnaire du savoir. Bruno accepte en 1591 l'invitation à Venise d'un jeune patricien, Giovanni Mocenigo, mais celui-ci le dénonce à l’inquisition vénitienne. Accusé d'hérésie, il est condamné à être brûlé vif au terme de huit années de procès, sur un bûcher dressé sur le Campo de' Fiori de Rome.
- Côme Ruggieri (???-1615), astrologue et conseiller de Catherine de Médicis. Il serait le fils et le disciple de Ruggieri l'Ancien (Vecchio Ruggieri), médecin-astrologue du père de Catherine, Laurent II de Médicis, duc d'Urbino. Côme serait apparu à la cour de France en 1571. Impliqué dans les conjurations menées en soutien du duc d'Alençon, il est arrêté et condamné aux galères mais gracié par la reine mère il obtient la commende de l'abbaye de Saint-Mathieu dont il demeure l'abbé jusqu'à sa mort.
- Isabella Andreini (1562-1604), poétesse et actrice de la commedia dell'arte née sous le nom d'Isabella Canali à Padoue. Isabella a donné son prénom au personnage-type de l’amoureuse, d’une grande beauté, érudite et rusée. Elle entre en 1578 dans la troupe des Gelosi, en épousant, à l’âge de seize ans, l’acteur trentenaire Francesco Andreini qui jouait le personnage du capitaine sous le nom de Spavento. En 1603, les Gelosi arrivent à Paris et Isabella est la première femme à monter sur scène dans la capitale française. Elle meurt à Lyon. L’un de ses huit enfants, Giambattista, est acteur et dramaturge.
- Concino Concini (v. 1575-1617), maréchal de France, marquis d’Ancre, baron de Lésigny, comte de Penna, né à Florence. Son grand-père est ambassadeur du grand-duché de Toscane auprès de l'empereur Maximilien, son père secrétaire du grand-duché de Toscane. Il étudie à l’université de Pise avant de faire partie de la suite de Marie de Médicis dont il devient un favori. Il épouse en 1601 Léonora Dori dite la Galigaï, confidente et sœur de lait de la reine. Sa grande influence politique auprès de la régente lui vaut l'opposition de Louis XIII et de ses courtisans qui le font assassiner.
- Marie de Médicis (1575-1642), née Maria de' Medici à Florence, sixième enfant de François Ier de Médicis, grand-duc de Toscane, et de Jeanne d'Autriche, archiduchesse d'Autriche. Reine de France par son mariage avec Henri IV, elle assure la Régence au nom de son fils, Louis XIII.

## XVIIeetXVIIIesiècles

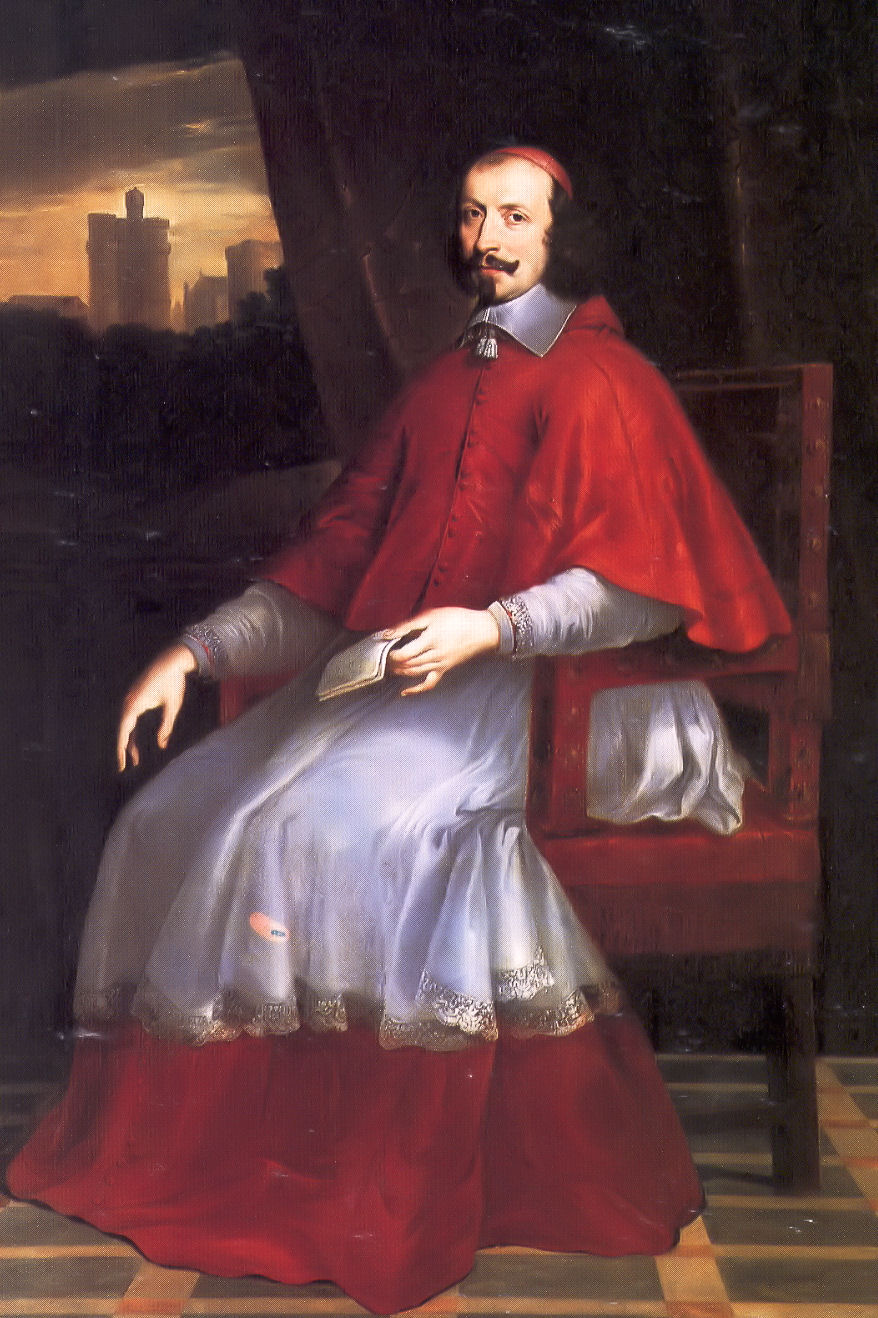
Le cardinal Mazarin (1602-1661)

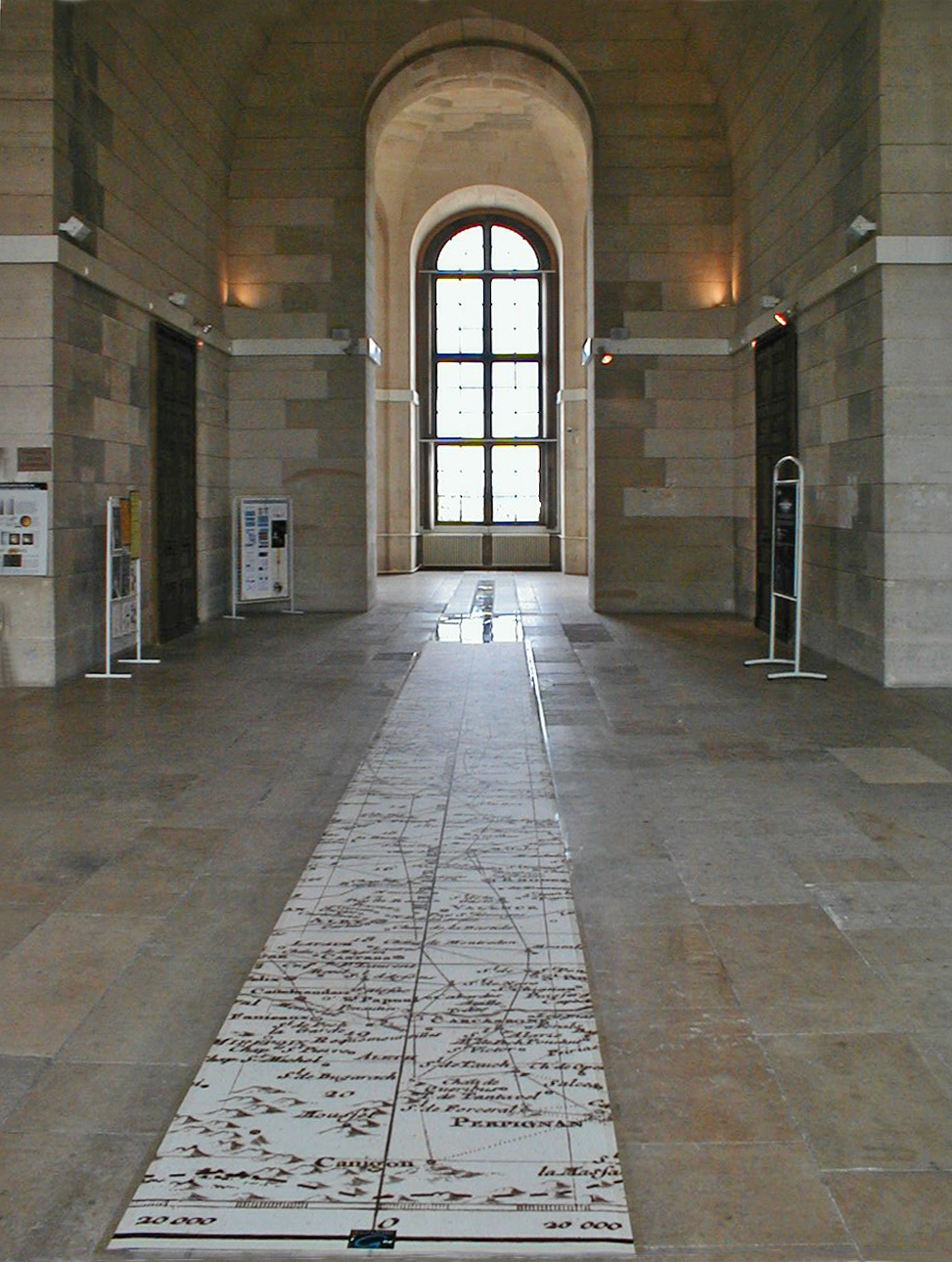
Salle méridienne de l'Observatoire de Paris dirigé par la dynastie d'astronomes fondée par Jean-Dominique Cassini (1625-1712).

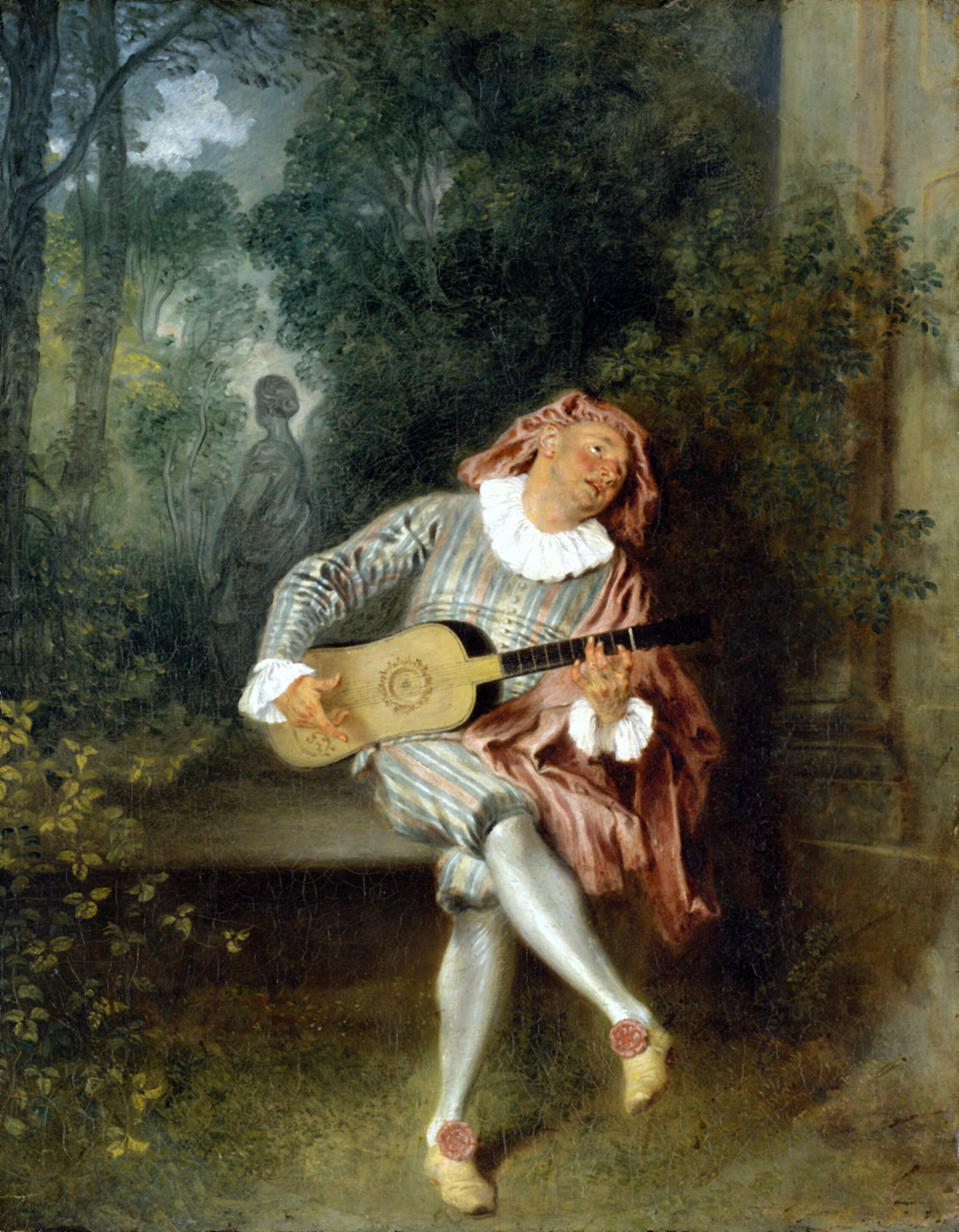
Le Mezzetin d'Angelo Costantini (1655-1730), par Antoine Watteau

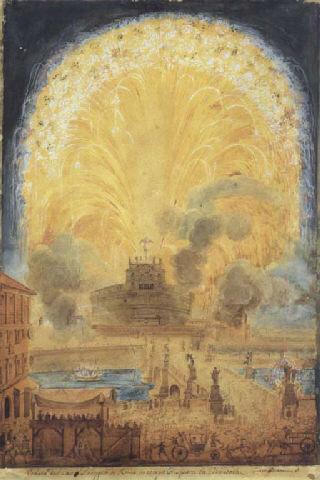
Les feux d'artifice royaux, spécialité des frères Ruggieri arrivés de Bologne en 1730

- Marie-Félicie des Ursins (1600-1666), (Maria Felice Orsini en italien), née au Palais Pitti à Florence. Petite-fille de Cosme de Médicis, elle devient duchesse de Montmorency en épousant Henri II de Montmorency, gouverneur du Languedoc, et vit au château de Chantilly. Après l'exécution de son mari en 1632 elle se retire au couvent de la Visitation à Moulins où elle meurt.
- Jules Mazarin (1602-1661), (Giulio Mazarini ou Mazzarini en italien), diplomate et homme politique né à Pescina (Abruzzes) dans une famille modeste d'origine génoise. D'abord au service de la Papauté, il est vice-légat d'Avignon en 1634, puis nonce à Paris de 1634 en 1636. En 1639 il est naturalisé français et reçoit le chapeau de cardinal en 1640. Il succède à Richelieu en tant que principal ministre de 1643 à 1661. Il épaula les rois Louis XIII et Louis XIV dans l'administration du royaume de France.
- Giacomo Torelli (1608-1678), peintre, scénographe et ingénieur né à Fano dans les Marches. En 1641, il est ingénieur militaire à Venise où il construit deux églises et le Novissimo teatro aménagé avec une scène tournante et un système de changement de décors. Mazarin l'introduit en France vers 1645 pour la représentation de La finta pazza. Il équipe le théâtre du Petit-Bourbon à Paris avec des mécanismes efficaces pour des changements rapides ce qui favorise le développement des effets de scène élaborés. Il triomphe en 1650 avec la production de l'Andromède de Pierre Corneille. Ses inventions lui valent le titre de il stregone gran (« le grand sorcier »). Il retourne en 1662 dans sa ville natale où il meurt.
- Tiberio Fiorilli (1608-1694), acteur de la commedia dell’arte né à Naples, créateur du personnage de Scaramouche, directeur de la troupe des Comédiens-Italiens. Son père, décoré du titre de capitaine de chevaux, avait dû fuir Capoue après un meurtre et il passe lui-même quelques jours aux galères à la suite de diverses escroqueries avant de monter sur des tréteaux avec un certain succès. Il voyage de Civitavecchia à Bologne, de Florence à Livourne, risque la pendaison, épouse une actrice de sa compagnie, quitte l'Italie vers 1640 et arrive à Paris sous le règne de Louis XIII. Son jeu plaît à la reine et il devient, dans le costume de Scaramouche, le plus grand amusement de Louis XIV enfant. Le roi le protège jusqu'à la fin de sa vie. Il partage avec Molière dont il est l’ami le théâtre du Petit-Bourbon, et le théâtre du Palais-Royal. Molière admiratif l'étudie avec soin pour ses rôles de farces. Célèbre dans toute l'Europe, il joue la comédie jusqu'à l'âge de quatre-vingt-trois ans. Il a pour biographe et ami Angelo Constantini autre acteur de la Comédie-Italienne.
- Jean-Dominique Cassini (1625-1712), (Giovanni Domenico Cassini en italien), astronome et ingénieur né à Perinaldo, alors dans le comté de Nice appartenant au duché de Savoie, aujourd'hui en Ligurie. Il travaille à l'Observatoire de Panzano à Castelfranco Emilia et enseigne à l'Université de Bologne. Le sénat et le pape le chargent de plusieurs missions scientifiques et politiques. Attiré en France par Colbert en 1669, il est reçu membre de l'Académie des sciences. Il dirige, à la demande de Louis XIV, l'Observatoire de Paris à partir de 1671. Naturalisé en 1673, il épouse Geneviève Delaistre, fille du lieutenant général de Clermont en Beauvaisis. Père de Jacques Cassini, grand-père de César-François Cassini et arrière-grand-père de Jean-Dominique, comte de Cassini, il est le premier d'une dynastie d'astronomes et cartographes français.
- Jean-Baptiste Lully (1632-1687) (Giovanni Battista Lulli en italien), musicien, danseur, chorégraphe, compositeur, surintendant de la musique de Louis XIV né à Florence. Fils du meunier Lorenzo di Maldo Lulli et de Catarina del Sera, elle-même fille de meunier, il est remarqué vers 1645 par Roger de Lorraine. Arrivé en France l'année suivante, il apprend le violon, le clavecin, la théorie et la composition musicale avec Nicolas Metru et se montre excellent danseur. Il entre au service de la duchesse de Montpensier pour laquelle il crée la « Compagnie des violons de Mademoiselle ». En 1652, Louis XIV l'engage dans la Grande Bande des Violons du Roi. Il obtient rapidement la direction d'un nouvel ensemble : la Bande des Petits Violons. Parfait courtisan, homme d'affaires habile et appuyé par Louis XIV, il devient compositeur de la chambre, puis surintendant de la musique royale. Naturalisé français en 1661, il épouse Madeleine Lambert, dont le père, Michel Lambert, dirige la musique chez la duchesse de Montpensier. Ils ont six enfants, dont trois fils musiciens à leur tour (Louis, Jean-Baptiste II et Jean-Louis) et trois filles dont l'aînée, Catherine-Madeleine, épousera Jean-Nicolas de Francine, successeur de Lully à la tête de l'Académie royale de musique. À partir de 1664, Lully travaille régulièrement avec Molière mais en 1671 les deux hommes deviennent ennemis. En 1672, Lully achète le privilège de l'Académie royale de musique. Comblé d'honneurs et de richesses il éclipse, par la faveur dont il jouit auprès du roi, tous les compositeurs dramatiques de son époque. En 1681, Lully atteint l'apogée de sa carrière en devenant secrétaire du roi. Il meurt à Paris.
- Michelangelo Fracanzani (1632-???), acteur de la commedia dell'arte né à Naples. Il se rend en France en 1685 avec sa femme et son fils Antonio et est engagé à la Comédie-Italienne.Le Pulcinella napolitain devient avec Fracanzani le Polichinelle français que découvre la cour réunie à Fontainebleau, « bossu par devant et par derrière ». Fracanzani est naturalisé français avec toute sa famille en 1688. Il joue dans la troupe de la Comédie-Italienne jusqu'à la fermeture du théâtre de l'hôtel de Bourgogne ordonnée par Louis XIV en 1697.
- Domenico Giuseppe Biancolelli (1636-1688), dit Dominique, acteur né à Bologne. Fils de Francesco Biancolelli et d'Isabella Franchini (titulaire du rôle de Colombina), il est initié au rôle du second Zanni par son parrain Carlo Cantù (célèbre sous le nom de Buffetto). Il vient à Paris en 1662 au retour de la troupe de Scaramouche dont il devient l'une des vedettes et l'Arlequin le plus célèbre de toute la période française de la commedia dell'arte. La Comédie-Italienne commence à jouer en français sous sa direction. Il épouse en 1663 Orsola Cortesi et tous deux sont naturalisés français en 1680. Leur fils, Pierre-François Biancolelli, débute dans la troupe avec le rôle du Pierrot.
- Francesco Procopio dei Coltelli (1651-1727), né Procopio Cutò à Palerme. Cuisinier considéré comme le père de la crème glacée et fondateur du café Procope de Paris. Son nom sicilien, Procopio Cutò, devenu en Français, du fait d'une mauvaise compréhension, Procope-des-Couteaux, fut retraduit en italien par Procopio dei Coltelli (traduction de « couteaux »). Lors de sa période d'activité à Aci Trezza, il aurait, grâce au commerce de la neige de l'Etna, imaginé le gelato. Il arrive en 1670 à Paris où il travaille comme garçon chez un cafetier à la foire Saint-Germain et donne son nom au plus ancien café de Paris, qu'il rachète en 1686, le Café Procope. Très en vogue durant les XVIIIe et XIXe siècles, le café Procope est fréquenté par des personnalités de la politique et de la culture telles que Robespierre, Danton, Marat, Voltaire, Balzac ou Hugo. Il a treize enfants avec ses trois épouses successives.
- Angelo Costantini (1655-1730), acteur né à Vérone. Engagé dans l’ancienne troupe italienne de Paris, pour doubler le fameux Dominique qui s’était acquis une si grande popularité dans le rôle d’Arlequin, il imagine, pour échapper à une comparaison accablante, de renouveler l’emploi en faisant un Arlequin moitié aventurier, moitié valet, qu’il appelle Mezzetin, pour exprimer ce mélange. Le personnage et l’acteur connaissent une grande vogue à Paris jusqu’à la suppression de la Comédie italienne en 1697. Il a servi de modèle à Molière pour le Scapin des Fourberies.
- Luigi Riccoboni (1676-1753), acteur né à Modène connu au théâtre sous le nom de Lélio, par lequel on désignait l’emploi des amoureux. Il vient à Paris avec le fameux Dominique, où il partage ses succès. Il devient directeur de la Comédie-Italienne, qui obtient un rapide succès et où il joue plusieurs pièces composées dans sa jeunesse et dont le recueil paraît sous le titre de Nouveau Théâtre italien. Renonçant à l’art dramatique, il publie de nombreux ouvrages sur le théâtre. Il a de sa femme Elena Balletti, également actrice et femmes de lettres, l’acteur Antoine-François Riccoboni.
- les frères Ruggieri, artificiers, quittent Bologne pour Paris en 1730. Les cinq frères Antonio, Francesco, Gaetano, Petronio et Pietro, formés à l'art pyrotechnique dans leur pays, donnent un spectacle éblouissant à Versailles à l'occasion du mariage de Madame avec l'infant Philippe d'Espagne en août 1739. Louis XV les charge ensuite d'organiser les divertissements destinés à son « bon peuple ». La direction de l'entreprise est assurée par l'aîné, Petronio, qui se voit accorder par le roi des lettres de grande naturalisation et le titre de gentilhomme de la Chambre. Les deux fils de Petronio (mort en 1794), Michel (mort en 1849) et Claude (mort en 1841) sont les artificiers de Napoléon Ier et de Louis XVIII. Le fils de Claude, Désiré-Eugène (1817-1885) reprend l’entreprise familiale et devient l'artificier et le protégé de Napoléon III. Grand bibliophile, il fut l’élève d'Ingres.
- Jean-Paul Marat (1743-1793), écrivain, politique, né à Boudry (Neuchâtel, Suisse) d'un père sarde et d'une mère rouergate.
- Ennius Quirinus Visconti (1751, Rome - 1818, Paris), fils d'un archéologue de renom et archéologue lui-même. Ministre de la République romaine en 1798, il est le premier conservateur des antiques et tableaux du Musée du Louvre, en 1803. Par ordonnance du roi, il lui est accordé des lettres de déclaration de « naturalité » (le 13 décembre 1814). De son union avec Angela Theresa Doria naissent quatre enfants dont Louis, célèbre architecte.

## XIXeetXXesiècles
La lutte contre l'occupant autrichien et la préparation de l'unité italienne amènent les révolutionnaires à se réfugier ou à se rassembler en France en ce début de siècle. La transition démographique provoquée par l'industrialisation du pays unifié a ensuite été la source de plusieurs flux migratoires dès les années 1880. Le destin de millions d'immigrés se réalise notamment en France et le nom d'un grand nombre de personnalités qui ont contribué à l'éclat du pays dans le domaine des arts, des lettres ou des spectacles, des sciences ou de l'industrie, du sport ou de la politique reste dans les mémoires.
Ce paragraphe regroupe des Italiens et des Français d'ascendance italienne.
- Amedeo Modigliani (1884-1920), peintre.
- Rose Repetto (1900-1982), danseuse, styliste, d'origine italienne.
- Fernandel (1903-1971), acteur, né de famille piémontaise (Meano, Pérouse) émigrée à Marseille.
- Léon Gambetta (1838-1882), homme politique. Son grand-père était né en Ligurie.
- Émile Zola (1840-1902), écrivain et journaliste. Son père était né à Venise.
- Ettore Bugatti (1881-1947), constructeur des automobiles Bugatti, né à Milan.
- Paul Belmondo (1898-1982), sculpteur, père de l'acteur Jean-Paul Belmondo, né en 1933. Le père de Paul, donc le grand-père de Jean-Paul, était né à Borgo San Dalmazzo dans le Piémont et sa mère à Cefalù en Sicile.

### 1900
- Lino Ventura (1919-1987), acteur, né à Parme.
- Yves Montand (1921-1991), pseudonyme de Ivo Livi, chanteur et acteur, né à Monsummano Terme en Toscane
- Pierre Cardin (1922-2020), couturier, né Pietro Costante à Sant'Andrea di Barbarana en Vénétie.
- Serge Reggiani (1922-2004), chanteur et acteur, né à Reggio d'Emilie.
- François Cavanna (1923-2014), journaliste et dessinateur humoristique. Son père était né à Bettola, dans la province de Plaisance
- Michel Piccoli (1925-2020), acteur. Malgré son nom, ses origines, dans le Tessin, sont assez lointaines.
- Francesco Smalto (1927-2015), couturier italo-français.
- Marcel Azzola (1927-2019), musicien, de famille de Pradalunga (Bergame).
- Albert Uderzo (1927-2020), dessinateur et scénariste de bandes dessinées. Bien que né en France dans la Marne, d'une famille d'immigrés italiens, il ne sera naturalisé français qu'en 1934.
- Robert Enrico (1931-2001), scénariste, réalisateur, de famille émigrée italienne à Toulon.
- Max Gallo (1932-2017), écrivain, politique, né à Nice de famille immigrée (Piémont, Parme).
- Marc Fumaroli (1932-2020), universitaire, linguiste, de famille italienne émigrée à Fès.
- Dalida (1933-1987), pseudonyme de Iolanda Gigliotti, chanteuse et actrice, née au Caire. Ses deux parents étaient nés à Serrastretta en Calabre.
- Jean-Paul Belmondo (1935), acteur, né à Neuilly-sur-Seine. Son père était d'origine piémontaise et sicilienne.
- Nino Ferrer (1934-1998), pseudonyme de Nino Ferrari, chanteur, auteur et compositeur, né à Gênes.
- Aldo Maccione (1935-), acteur et chanteur italien, né à Turin.
- Salvatore Adamo (1943-), chanteur-auteur-compositeur italo-belge francophone.
- Coluche (1944-1986), pseudonyme de Michel Colucci, humoriste et comédien. Son père était né dans la région du Latium.
- Vic Laurens (1945), chanteur (groupe rock Les Vautours), musicien, auteur, compositeur, ses parents sont nés à Palerme.

### 1950
- Frédéric François (1950-), né Francesco Barracato en Sicile, chanteur-auteur-compositeur italo-belge francophone.
- Fabrice Luchini, né Robert Luchini en 1951, acteur. Son grand-père était né à Assise en Ombrie.
- Michel Platini, né en 1955, footballeur, puis entraineur et dirigeant. Ex-président de l'UEFA. Son grand-père était né à Novare, dans le Piémont.
- Christian Estrosi (1955-), sportif motocycliste, homme politique, né à Nice de famille émigrée d'Ombrie.
- Jo Prestia (1960-), kick-boxer, boxeur thaï et acteur, né à Porto Empedocle (Sicile, Italie).
- Tonino Benacquista (1961-), réalisateur et écrivain, de famille originaire de Broccostella (Latium).
- Nadine Morano (1963-), politique, de père d'origine italienne.
- Valeria Bruni Tedeschi (1964-), actrice, scénariste, réalisatrice, italo-française, de famille d'origine turinoise.
- Éric Ciotti (1985-), politique, de famille d'origine italo-française (Trévise) française depuis 1860.
- Monica Bellucci (1964-), actrice et mannequin italienne née à Città di Castello (Ombrie, Italie).
- Bruno Putzulu (1967-), acteur, chanteur, de père d'origine sarde.
- Carla Bruni (1967-), mannequin, chanteuse, de famille industrielle turinoise.
- Akhenaton (rappeur) (1968-).
- Aurélie Filippetti (1973-), politique, romancière, fille de parents immigrés italiens fuyant le fascisme des années 1920.